# Bataille de Ngolgol
Conquête du Sénégal par la France
La bataille de Ngolgol est livrée le 29 décembre 1863 au Sénégal, près de Nguiguis, pendant les opérations de conquête du Sénégal par la France et à l'occasion du conflit qui oppose Lat Dior et son compétiteur Madiodio pour le trône du Cayor. Une colonne française commandée par le capitaine du génie Lorens, appuyée par quelques centaines de partisans de Madiodio subit une déroute face aux troupes beaucoup plus nombreuses et très aguerries de Lat Dior Ngoné Latyr Diop

## Sources
- Pierre Rosière (ill. Eugène Lelièpvre, Pierre Conrad et Jacques P. Vougny), La Garde rouge de Dakar : spahis et gendarmes du Sénégal, Dakar, Sénégal, Les Gardes d'honneur, 1984, 242 p. (ISBN 978-2-901-15115-9)